# Samid Ghailan
 (février 2025).
Samid Ghailan (arabe : صامد غيلان) est un journaliste et animateur marocain sur la chaîne de télévision marocaine 2M, né le 29 juin 1980 à Rabat.

## Biographie
Il commence la télévision dès l'âge de 7 ans lorsqu'il débute à la RTM dans l'émission mythique Al Qanat Assaghira, où il participera à l'animation, et ce, jusqu'à l'âge de 13 ans. Il fait ses études secondaires au Lycée Hassan II de Rabat en Lettres modernes, section anglaise. 
Après une maîtrise de l'Institut supérieur de l'information et de la communication, il décroche un DESS en marketing de l'Université de Rennes[réf. nécessaire].
Sur le plan personnel, Samid Ghailan est marié, père d'un garçon et d'une fille.

## Carrière
À la suite d'une audition organisée par 2M, Ghailan est choisi parmi une trentaine de candidats pour l'animation de l'émission Rimal, et par la suite Foussha. Il rejoindra un an et demi plus tard JetMag, une émission consacrée au sport de la motomarine (Jetski).
Actuellement (2010), en compagnie de Halima Alaoui, il anime l'émission pour jeune Ajial. Il présente en parallèle une émission sur les voyages et la Méditerranée du nom de Coolori, et intervient à la télévision comme à la radio lors de la compétition Studio 2M.